# Dekanat Osjaków
Dekanat Osjaków – jeden z 36 dekanatów w rzymskokatolickiej archidiecezji częstochowskiej. Należy do regionu wieluńskiego.

## Parafie
W skład dekanatu wchodzi 8 parafii:
- Chorzyna–Dąbrówki – parafia św. Maksymiliana Marii Kolbego
- Czernice – parafia Najświętszej Maryi Panny Matki Kościoła
- Drobnice – parafia Najświętszej Maryi Panny Śnieżnej
- Konopnica – parafia św. Rocha
- Osjaków – parafia św. Kazimierza Królewicza
- Ostrówek k. Wielunia – parafia Przenajświętszej Trójcy
- Radoszewice – parafia Niepokalanego Poczęcia Najśw. Maryi Panny
- Szynkielów – parafia Narodzenia Najświętszej Maryi Panny.